# 소피아
소피아(불가리아어: София 소피야, 문화어: 쏘피아)는 불가리아의 수도이자 최대 도시이다. 유럽에서 가장 오래된 수도의 하나이다. 소피아의 역사는 기원전 8세기에 이곳에 세워진 트라키아인들의 거주지로 거슬러 올라간다.
불가리아 서부 비토샤산 밑에 자리잡고 있다.

## 역사
기원전 8세기부터 현재의 소피아 자리에 사람이 살기 시작하였다. 첫 주민은 고대 트라키아인들이었다. 로마 제국과 오스만 제국의 지방 수도(1879년부터 1908년까지는 자치령)를 거쳐 1908년 독립 불가리아 왕국의 수도가 되었다.
1889년 개교한 소피아 대학을 비롯한 16개 대학이 있다. 소피아 대학에는 1995년에 한국어 학과가 설립되었다.
1990년 6월에 "주 불가리아 대한민국 대사관"이 소피아에 설립되었다. 1997년에는 주 불가리아 조선민주주의인민공화국 대사관이 소피아에 설립되었다.

## 행정 구역

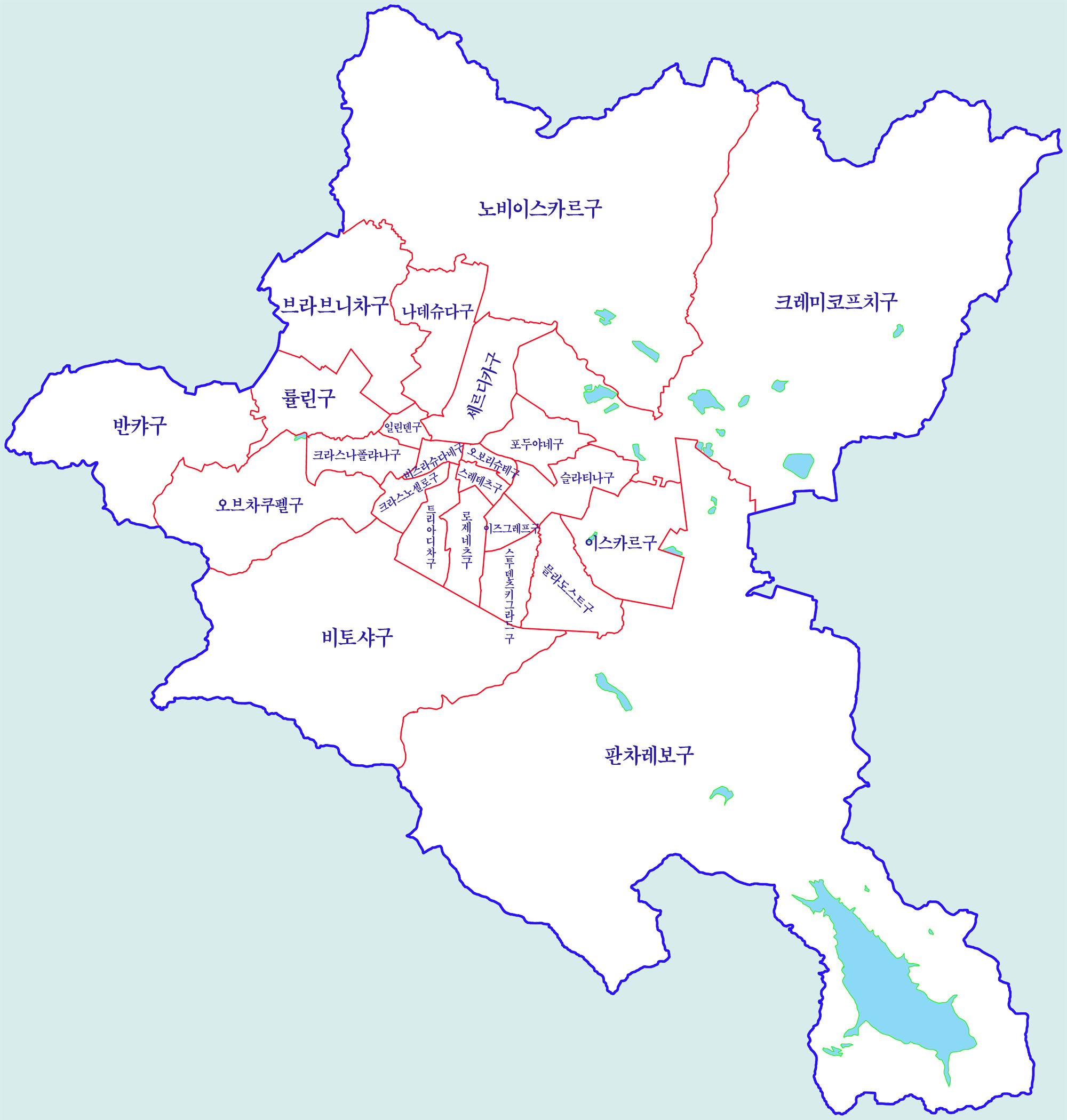
소피아 지도

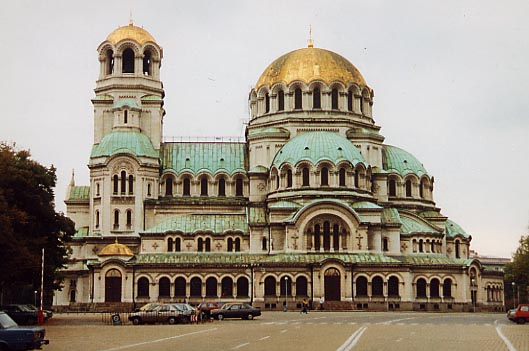
소피아 알렉산드르 네프스키 대성당

1. 반캬구
2. 비토샤구
3. 브라브니차구
4. 바즈라슈다네구
5. 이즈그레프구
6. 일린덴구
7. 이스카르구
8. 크라스나폴랴나구
9. 크라스노셀로구
10. 크레미코프치구
11. 로제네츠구
12. 률린구
13. 믈라도스트구
14. 나데슈다구
15. 노비이스카르구
16. 오브차쿠펠구
17. 오보리슈테구
18. 판차레보구
19. 포두야네구
20. 세르디카구
21. 슬라티나구
22. 스투덴츠키그라드구
23. 스레데츠구
24. 트리아디차구

## 문화
1888년 5월 1일에 완공된 소피아 동물원이 소피아에 있다.

## 기후
| 소피아의 기후                                                    | 소피아의 기후 | 소피아의 기후 | 소피아의 기후 | 소피아의 기후 | 소피아의 기후 | 소피아의 기후 | 소피아의 기후 | 소피아의 기후 | 소피아의 기후 | 소피아의 기후 | 소피아의 기후 | 소피아의 기후 | 소피아의 기후 |
| 월                                                               | 1월           | 2월           | 3월           | 4월           | 5월           | 6월           | 7월           | 8월           | 9월           | 10월          | 11월          | 12월          | 연간          |
| ---------------------------------------------------------------- | ------------- | ------------- | ------------- | ------------- | ------------- | ------------- | ------------- | ------------- | ------------- | ------------- | ------------- | ------------- | ------------- |
| 역대 최고 기온 °C (°F)                                           | 18 (64)       | 22.2 (72.0)   | 31 (88)       | 30.6 (87.1)   | 34.1 (93.4)   | 37.2 (99.0)   | 40.2 (104.4)  | 39 (102)      | 37.1 (98.8)   | 33.6 (92.5)   | 25.8 (78.4)   | 21.3 (70.3)   | 40.2 (104.4)  |
| 일평균 최고 기온 °C (°F)                                         | 3.5 (38.3)    | 6.5 (43.7)    | 11.4 (52.5)   | 16.7 (62.1)   | 21.4 (70.5)   | 25.2 (77.4)   | 27.8 (82.0)   | 28.3 (82.9)   | 23.3 (73.9)   | 17.6 (63.7)   | 10.7 (51.3)   | 4.6 (40.3)    | 16.4 (61.5)   |
| 일일 평균 기온 °C (°F)                                           | −0.5 (31.1)   | 1.6 (34.9)    | 5.8 (42.4)    | 10.9 (51.6)   | 15.5 (59.9)   | 19.4 (66.9)   | 21.6 (70.9)   | 21.5 (70.7)   | 16.8 (62.2)   | 11.4 (52.5)   | 5.9 (42.6)    | 0.8 (33.4)    | 10.9 (51.6)   |
| 일평균 최저 기온 °C (°F)                                         | −3.9 (25.0)   | −2.4 (27.7)   | 1.1 (34.0)    | 5.3 (41.5)    | 9.8 (49.6)    | 13.4 (56.1)   | 15.3 (59.5)   | 15 (59)       | 10.9 (51.6)   | 6.3 (43.3)    | 1.9 (35.4)    | −2.4 (27.7)   | 5.9 (42.5)    |
| 역대 최저 기온 °C (°F)                                           | −31.2 (−24.2) | −24.1 (−11.4) | −18 (0)       | −5.9 (21.4)   | −2.2 (28.0)   | 2.5 (36.5)    | 5.3 (41.5)    | 3.5 (38.3)    | −2 (28)       | −5.6 (21.9)   | −15.3 (4.5)   | −21.1 (−6.0)  | −31.2 (−24.2) |
| 평균 강수량 mm (인치)                                            | 35.9 (1.41)   | 35.5 (1.40)   | 45.3 (1.78)   | 52.3 (2.06)   | 73.1 (2.88)   | 81.6 (3.21)   | 64.7 (2.55)   | 53.1 (2.09)   | 52.3 (2.06)   | 53.9 (2.12)   | 38.1 (1.50)   | 39.9 (1.57)   | 625.7 (24.63) |
| 평균 강설량 cm (인치)                                            | 24.9 (9.8)    | 21 (8.3)      | 15.4 (6.1)    | 3 (1.2)       | 0 (0)         | 0 (0)         | 0 (0)         | 0 (0)         | 0 (0)         | 1.5 (0.6)     | 10.7 (4.2)    | 21 (8.3)      | 97.5 (38.5)   |
| 평균 강수일수                                                    | 10.7          | 9.4           | 10.9          | 10.7          | 13.9          | 12            | 8.1           | 7.1           | 8.2           | 8.4           | 8.1           | 10.7          | 118.2         |
| 평균 강설일수                                                    | 7.5           | 6.5           | 5.2           | 1.3           | 0             | 0             | 0             | 0             | 0             | 0.7           | 2.7           | 6.4           | 30.3          |
| 평균 월간 일조시간                                               | 87.9          | 117.2         | 169           | 195.1         | 236           | 268.1         | 311.9         | 307.3         | 225.1         | 166.8         | 107.7         | 69.1          | 2,261.2       |
| 출처: 미국 해양대기청 (평년값: 1991년~2020년, 극값: 1893년~현재) |               |               |               |               |               |               |               |               |               |               |               |               |               |

## 인구
| 연도                                                                    | 인구      | ±%     |
| ----------------------------------------------------------------------- | --------- | ------ |
| 1870                                                                    | 19,000    | —      |
| 1880                                                                    | 20,501    | +7.9%  |
| 1887                                                                    | 30,456    | +48.6% |
| 1892                                                                    | 46,628    | +53.1% |
| 1900                                                                    | 67,953    | +45.7% |
| 1905                                                                    | 82,621    | +21.6% |
| 1910                                                                    | 102,812   | +24.4% |
| 1920                                                                    | 154,025   | +49.8% |
| 1926                                                                    | 213,002   | +38.3% |
| 1934                                                                    | 287,095   | +34.8% |
| 1939                                                                    | 401,000   | +39.7% |
| 1946                                                                    | 435,000   | +8.5%  |
| 1951                                                                    | 539,504   | +24.0% |
| 1961                                                                    | 726,557   | +34.7% |
| 1971                                                                    | 905,494   | +24.6% |
| 1981                                                                    | 1,094,997 | +20.9% |
| 1991                                                                    | 1,190,289 | +8.7%  |
| 2001                                                                    | 1,120,411 | −5.9%  |
| 2011                                                                    | 1,226,323 | +9.5%  |
| 2021                                                                    | 1,284,311 | +4.7%  |
| Population size may be affected by changes in administrative divisions. |           |        |

## 자매결연 도시
- 알제리 알제
- 그리스 아테네
- 독일 베를린
- 슬로바키아 브라티슬라바
- 벨기에 브뤼셀
- 헝가리 부다페스트
- 폴란드 바르샤바
- 우크라이나 키이우
- 영국 런던
- 미국 피츠버그
- 체코 프라하
- 대한민국 부산광역시
- 러시아 상트페테르부르크
- 이스라엘 텔아비브
- 핀란드 헬싱키
- 스페인 마드리드
- 대한민국 청도군
- 튀르키예 부르사

## 교통
시내버스가 있으며 지하철도 현재 일부구간 운행되고 있다.

## 같이 보기
- 소피아주